# The Toast of New York
The Toast of New York (br: O ídolo de Nova York) é um filme estadunidense de 1937, do gênero comédia dirigido por Rowland V. Lee.

## Sinopse
Antes da Guerra Civil, Fisk, Boyd e Lucas são três rapazes ambiciosos e sem escrúpulos.

## Elenco
- Edward Arnold ...  James 'Jim' Fisk Jr.
- Cary Grant...  Nicholas 'Nick' Boyd
- Frances Farmer ...  Josie Mansfield
- Jack Oakie ...  Luke
- Donald Meek ...  Daniel Drew